# Case Bourbon
La case Bourbon est un édifice remarquable de l'île de La Réunion, département d'outre-mer français dans le sud-ouest de l'océan Indien. Située dans le centre-ville de Saint-Denis au numéro 12 de la rue Monseigneur de Beaumont, soit à l'angle que cette voie forme avec la rue Jean-Chatel, elle a été construite en 1873 pour servir de logement de fonction aux proviseurs du lycée Leconte-de-Lisle, devenu depuis lors le collège de Bourbon. Propriété du Ministère de l'Équipement géré par le Département de La Réunion depuis 1991, elle accueille le siège du Conseil d'architecture, d'urbanisme et d'environnement de l'île.

## Annexe